# Encore une fois (album de Patrick Bruel)
Pour les articles homonymes, voir Encore une fois.
Albums de Patrick Bruel
Ce soir on sort…
(2018)
Singles
1. Encore une fois
Sortie : 26 août 2022
2. L'instit
Sortie : 8 février 2023
3. Ce monde-là
Sortie : 6 juillet 2023
4. Origami (avec Ycare)
Sortie : 29 septembre 2023
5. Danse pour moi
Sortie : 24 mai 2024

Encore une fois est le dixième album studio de Patrick Bruel, sorti le 18 novembre 2022, chez Sony Music.
L'album est certifié disque d'or pour 50 000 exemplaires vendus.

## Liste des chansons
Sources : livret de l’album.
| 1.  | Encore une fois                              | Sébastien Rousselet - Patrick Bruel | Nino Vella                       |               | 2:39 |
| 2.  | Pouce                                        | Romain Didier                       | Romain Didier                    |               | 3:37 |
| 3.  | La chance de pas...                          | Patrick Bruel                       | Patrick Bruel                    |               | 3:26 |
| 4.  | Danse pour moi                               | Patrick Bruel                       | Patrick Bruel                    |               | 3:17 |
| 5.  | Je l'ai fait cent fois                       | Mark Weld                           | Mark Weld                        |               | 3:59 |
| 6.  | On en parle                                  | Patrick Bruel                       | Patrick Bruel                    | Patrick Bruel | 3:08 |
| 7.  | J'avance                                     | Mark Weld                           | Mark Weld                        |               | 3:23 |
| 8.  | Lettre à la con                              | Mark Weld                           | Mark Weld                        |               | 3:47 |
| 9.  | Ce monde-là                                  | Félix Gray                          | Félix Gray                       |               | 3:56 |
| 10. | L'instit                                     | Paul École                          | Patrick Bruel                    |               | 3:07 |
| 11. | Aux souvenirs que nous sommes                | Paul École                          | Paul École                       |               | 4:30 |
| 12. | Celles que l'on croise                       | Patrick Bruel                       | Patrick Bruel                    |               | 3:45 |
| 13. | Dernier verre, premier café                  | Hoshi - Gia Martinelli              | Hoshi - Gia Martinelli           |               | 2:58 |
| 14. | Je reviens                                   | Patrick Bruel                       | Patrick Bruel                    | Patrick Bruel | 4:53 |
| 15. | À la santé des gens que j'aime (Bonus Track) | Félix Gray                          | Gérard Presgurvic                |               | 3:38 |
| 16. | Le fil (Version originale) (Bonus Track)     | Nino Vella - Sébastien Rousselet    | Nino Vella - Sébastien Rousselet |               | 2:51 |

| 1. | Origami (avec Ycare)                     |  |  |  | 2:36 |
| 2. | Tu m'oublieras                           |  |  |  | 2:54 |
| 3. | J'l'ai pas fait                          |  |  |  | 3:23 |
| 4. | Avec des si                              |  |  |  | 2:59 |
| 5. | L'instit (Un livre peut changer une vie) |  |  |  | 3:13 |

## Clips vidéos
- Le fil : 1er décembre 2020
- À la santé des gens que j'aime : 9 juillet 2021
- Encore une fois : 26 août 2022
- Ce monde-là : 28 juin 2023